# Teste di quoio
Teste di quoio è un film del 1981 diretto da Giorgio Capitani.

## Trama
Quattro improvvisati terroristi cercano di irrompere in un'ambasciata, ma una volta entrati nel palazzo che la ospita, si accorgono che è stata trasferita. Decidono allora di prendere in ostaggio i condomini. Intanto, le forze dell'ordine cercano di trattare coi rapitori, aiutati da un interprete inesperto.